# Parinacota
Parinacota (spansk stavning, aymara: Parina Quta eller Parinaquta ("parina" betyder på aymara "flamingo") er en stratovulkan på grænsen mellem Chile og Bolivia. Vulkanen er en del af Nevados de Payachatas gruppe af vulkaner. En anden stor vulkan i området er Pomerape. Parinacotas seneste udbrud fandt sted cirka 290 e.Kr. ± 300 år.
Et af de mest dramatiske udbrud fandt sted for ca. 8000 år siden, da et stort kollaps af vulkanen skabte en lavine af 6 km³ vulkansk materiale. Materialet blokerede lokale floder, hvilket dannede den nuværende sø Chungará.
Parinacota og Pomerape ligger på grænsen mellem Sajama nationalpark (i det bolivianske departement Oruro) og Lauca nationalpark (i Chile).

## Eksterne links
- Wikimedia Commons har flere filer relateret til Parinacota
- Andeshandbook: A Complete Description, history, place names and routes of Parinacota Arkiveret 28. marts 2014 hos  Wayback Machine
- Parinacota på SummitPost.org